# Cortinarius cremeolina
Cortinarius cremeolina är en svampart som beskrevs av Soop 2001. Cortinarius cremeolina ingår i släktet Cortinarius och familjen spindlingar.   Inga underarter finns listade i Catalogue of Life.